# Dichotomius subaeneus
Dichotomius subaeneus là một loài bọ cánh cứng trong họ Bọ hung (Scarabaeidae).